# شرف‌الدین بوصیری
شرف‌الدین، محمد بن سعید بوصیری (۱۲۱۲ - ۱۲۹۵م) (نسب: محمد بن سعید بن حَمّاد صنهاجی بوصیری دلاصی) فقیه، کاتب، آموزگار قرآن، ریاضی‌دان و شاعر مصری در سدهٔ هفتم قمری بود که شهرتش در شعر عربی، به مدایح او دربارهٔ پیامبر اسلام است؛ الهَمزیهٔ او ۴۵۸ بیت در مدح پیامبر است. نثر او به سبک مترسّل است.